# دبلیودبلیوئی راو ۱۰۰۰
قسمت هزارم WWE RAW یکی از شوهای هفته به هفته کمپانی WWE است که در این تاریخ ۱۰۰۰ هفته از بنیان‌گذاری آن می‌گذشت و این هفته قسمت هزارم آن بود. مهم‌ترین مسابقه این شو، مسابقه بین جان سینا و سی ام پانک (قهرمان کمربند WWE) بوده‌است. از دیگر اتفاقات مهم این شو می‌توان به حضور راک، تشکیل دوباره گروه دی جنریشن اکس و تیم برادران ویرانی (آندرتیکر و کین) اشاره کرد.

## مسابقات برگزار شده در WWE RAW 1000
| شماره | مسابقه | نوع مسابقه                                   | زمان  |
| ----- | --- | -------------------------------------------- | ----- |
| ۱     | ری مستریو، سین کارا و شیمس (برنده) در مقابل آلبرتو دل ریو (همراه با ریکاردو رودریگز)، دولف زیگلر (همراه با ویکی گررو) و کریس جریکو | مسابقه تگ تیم                                | ۰۶:۴۰ |
| ۲     | برودس کلی (همراه با Cameron، Dude Love و Naomi) (برنده) در مقابل جک سوئگر                                                          | مسابقه تک به تک                              | ۰۰:۱۵ |
| ۳     | میز (برنده) در مقابل کریسچن (قهرمان)                                                                                               | مسابقه تک به تک سر کمربند قهرمانی بین قاره‌ای | ۰۷:۴۹ |
| ۴     | لیتا (همراه با چند تن از کشتی گیران قدیمی کمپانی) (برنده) در مقابل هیث اسلتر                                                       | مسابقه تک به تک بدون رد صلاحیت               | ۰۰:۳۵ |
| ۵     | جان سینا (برنده) در مقابل سی ام پانک (قهرمان) به وسیله قانون رد صلاحیت (DQ) (سینا قهرمان جدید معرفی نشد)                           | مسابقه تک به تک سر کمربند WWE                | ۱۱:۱۴ |